# Granius Licinianus
Granius Licinianus was een Romeins geschiedschrijver, waarschijnlijk uit de tijd van de Antonijnen. Van zijn annalen (Reliquiae) bestaan nog enige fragmenten.

## Edities & vertaling
- K.A.F. Pertz (ed.), Gai Grani Liciniani Annalium quae supersunt ex codice ter scripto Musei Britannici Londinensis, Berlijn, 1857. (Internet Archive)
- M. Flemisch (ed.), Grani Liciniani quae supersunt, Leipzig, 1904 (= Stuttgart, 1967). (Internet Archive)
- N. Criniti (ed.), Grani Liciniani reliquiae, Leipzig, 1981.
- B. Scardigli - A.R. Berardi (tradd. comm.), Grani Liciniani reliquiae, Firenze, 1983. ISBN 880085253X (Italiaanse vertaling met commentaar)
- Granius Licinianus, Attalus.org (2014). (Engelse vertaling op basis van de uitgave van N. Criniti)

## Referentie
- art. Granius (3), in J.G. Schlimmer - Z.C. De Boer, Woordenboek der Grieksche en Romeinsche Oudheid, Haarlem, 19203, p. 293.

- Bibsys: 95006334
- Biblioteca Nacional de España: XX1611081
- Bibliothèque nationale de France: cb12363973m (data)
- CiNii: DA05231882
- Gemeinsame Normdatei: 102394288
- International Standard Name Identifier: 0000 0001 1665 2845
- Library of Congress Control Number: n82239287
- Nationale Bibliotheek van Israël: 987007262074605171
- Nederlandse Thesaurus van Auteursnamen: 068952619
- Réseau des bibliothèques de Suisse occidentale: 02-A003314711
- Istituto Centrale per il Catalogo Unico: CFIV006705
- Système universitaire de documentation: 032650493
- Virtual International Authority File: 69006862
- WorldCat: E39PCjvFypXdDJJC9CqkyPBRYX